# サイード・アブドゥッラー
サイード・アブドゥッラー（ウズベク語: Said Abdulla xon / Саид Абдуллахон、1873年 – 1933年）は、1918年10月1日から1920年2月1日まで、コンギラト（クングラット）王朝の最後のヒヴァ・ハン国のハンであった人物。父はムハンマド・ラヒム・カーン2世（本名ムハンマド・ラヒーム・バハドゥール）。
クーデター（Переворот в Хиве (1918)）で王となったアブドゥッラーにはその当時、トルクメン人の将軍であるジュナイド・ハンがヒヴァを統治していたため、実権が伴わなかった。 1919年秋ヒヴァ・ハン国打倒を決定したボリシェヴィキは翌1920年、ジュナイド・ハンを破り、ヒヴァ・ハン国を倒して、サイード・アブドゥラーを追放した。 
チェカに捕まり、ウクライナに送られたアブドゥッラーは、13年後に病院で亡くなった。原因はホロドモールに端を発するとされる。 1920年の彼の証言録取は、世界中のチンギス・カンの直系の子孫の支配が終了したことを示している。